# Autopista Regional del Centro
La Autopista Regional del Centro (o también conocida como Autopista Caracas-Valencia) es la principal y más transitada autopista de Venezuela, la misma une a las ciudades de Caracas, Maracay y Valencia así como otras ciudades menores. Pertenece al Eje Vial Nacional Troncal 1. Comunica a toda la Región Central con la Región Capital, Región Nor-Oriental y la Región Centro Occidental.
Permite el enlace entre las ciudades de Caracas y Valencia en tan solo 2 horas de recorrido.

## Historia
La autopista fue construida en su mayoría durante las décadas de 1950 y 1960, pero sus estudios estaban concluidos desde 1948 y fue diseñada originalmente para un flujo máximo de 25 000 vehículos, capacidad que al finalizar la primera década del siglo XXI ha sido excedida ampliamente siendo diariamente utilizada por cerca de 60 000 automóviles así como gandolas, carros, camiones y autobuses.

## Trayecto
La autopista tiene su inicio (kilómetro 0) en el distribuidor Las Gaviotas (frente al Fuerte Tiuna) en Caracas, donde finaliza la Autopista Valle-Coche y empalma con la carretera Panamericana y finaliza en el área de las zonas industriales en el Distribuidor San Blas de Valencia, y tiene salidas y accesos en:

###### Estado Miranda
- Baruta (Distribuidor Hoyo de la Puerta)
- Altos Mirandinos (Distribuidor Cortada del Guayabo, salida hacia Los Anaucos y La Mariposa)
- Valles del Tuy (Distribuidor Los Totumos)
- Paracotos

###### Estado Aragua
- Las Tejerías (Distribuidor Guaya, donde también se accede a la ciudad de Los Teques)
- La Victoria
- San Mateo
- Turmero (Distribuidor La Encrucijada)
- La Encrucijada (salida hacia Cagua, Villa de Cura, San Juan de los Morros, Calabozo y San Fernando de Apure)
- Palo Negro (Distribuidor Palo Negro El Avión)
- Maracay (Distribuidor Tapa Tapa)

###### Estado Carabobo
- Mariara (Distribuidor Santa Clara)
- Santa Clara
- San Joaquín
- Guacara (Distribuidor Negro Primero), (Distribuidor Malavé Villalba)
- Yagua (salida hacia la variante Guacara-San Diego-Bárbula conectando hacia la Autopista Valencia-Puerto Cabello)
- Los Guayos acceso Casco Los Guayos, Municipio Los Guayos, (Valencia)
- Valencia, Municipio San Diego (Fundó La Unión, Terminal de Pasajeros Big Low Center y Zona Industrial Castillito - Municipio Valencia, Av. Luis Ernesto Branger y Zona Industrial Sur - Aeropuerto Internacional Arturo Michelena de Valencia
- Valencia (Av. Humberto Celli) y (Zona Industrial Castillito, Municipio San Diego)
- Valencia (Zona Industrial Norte), La Quizanda, vía hacia La Isabelica, Flor Amarillo y municipio Carlos Arvelo.
- Valencia acceso Urb.Industrial Carabobo y estadio José Bernardo Pérez.
- Valencia (Distribuidor San Blas)
- Valencia Acceso Directo a la Av. Lara. (Parroquia Urbana San Blas)
- Valencia, Acceso Autopista Circunvalación del Sur (conectando el sur de la ciudad finalizando en la Autopista José Antonio Páez en el Distribuidor La Florida)
- Valencia Acceso Autopista Circunvalación del Este (bordeando el este de la ciudad. Hasta 1986 era el único acceso hacia la autopista Valencia-Puerto Cabello).

## Túneles
| Túneles de la autopista Regional del Centro | Túneles de la autopista Regional del Centro | Túneles de la autopista Regional del Centro | Túneles de la autopista Regional del Centro | Túneles de la autopista Regional del Centro | Túneles de la autopista Regional del Centro |
| #                                           | Nombre                                      | Longitud                                    | Inauguración                                | Ubicación                                   | Coordenadas geográficas                     |
| ------------------------------------------- | ------------------------------------------- | ------------------------------------------- | ------------------------------------------- | ------------------------------------------- | ------------------------------------------- |
| 1                                           | Túnel de La Cabrera                         | 520 m                                       | 1960                                        | Estado Aragua Estado Carabobo               | 10° 16′ 13″ N, 67° 39′ 52″ O                |
| 2                                           | Túnel Los Ocumitos                          | 400 m                                       | 1959                                        | Estado Miranda                              | 10° 20′ 27″ N, 66° 51′ 57″ O                |

## Esquema
| Velocidad | Esquema | Salida | Sentido Caracas (Este)               | Sentido Valencia (Oeste)                     | Carretera             | Notas |
| --------- | ------- | ------ | ------------------------------------ | -------------------------------------------- | --------------------- | ----- |
|           |         |        | Inicio de la Autopista Valle - Coche | Comienzo de la Autopista Regional del Centro | Troncal 1 (Venezuela) |       |
|           |         |        | Túnel Los Ocumitos 400 m             | Túnel Los Ocumitos 400 m                     | Troncal 1 (Venezuela) |       |